# Þorsteins saga hvíta
La Þorsteins saga hvíta (che in italiano significa Saga di Þorsteinn hvíti) è una saga degli Islandesi scritta in norreno in Islanda intorno al XIII-XIV secolo. L'autore, come per molte di queste saghe, è ignoto.